# راؤول إنريكي إستيفيه
راؤول إنريكي إستيفيه (بالإسبانية: Raúl Estévez)‏ هو لاعب كرة قدم أرجنتيني، ولد في 21 يناير 1978 في لوماس دي ثامورا في الأرجنتين. لعب مع باراكاس سينترال وبوتافوغو ريغاتاس وبوكا جونيورز ونادي أتليتيكو كولون ونادي أكاديميكا كويمبرا ونادي أونيفرسيداد دي تشيلي ونادي راسينغ ونادي سان لورينزو ويونيون إسبانيولا.

## وصلات خارجية
- راؤول إنريكي إستيفيه على موقع قاعدة بيانات كرة القدم.إي يو (الإنجليزية)
- راؤول إنريكي إستيفيه على موقع Soccerway.com (الإنجليزية)